# Léon Guillot de Saix
Léon Marie Georges Guillot dit Léon Guillot de Saix, né le 25 mai 1885 dans le 10e arrondissement de Paris, et mort le 4 septembre 1964 dans le 3e arrondissement, est un poète, dramaturge, acteur, librettiste et scénariste français.

## Biographie
Dès l'enfance, les représentations données dans les théâtres de Paris le passionnent. Il étudie à l'École nationale des Beaux-arts de Dijon. Il fréquente les salons parisiens, en particulier celui de la comédienne Rachel Boyer. Il rédige des critiques littéraires. En 1930, il voyage au Maroc et en Algérie. Il en rapporte des carnets de notes, enrichis de dessins, qui montrent son intérêt pour la culture et la poésie de ces deux pays.
Mort célibataire à l'âge de 79 ans, Guillot de Saix a légué à la BNF des manuscrits et des objets de collection, comme des marionnettes vénitiennes, mais aussi japonaises,.

## Carrière
Il a écrit le scénario du film Les aventures de Cyrano de Bergerac (1912), la musique du film Le scandale (1934), les dialogues de Ne tuez pas Dolly 1937). Il a joué dans La Cousine Bette en 1927.
Il a écrit plus de deux cents pièces de théâtre. Parmi elles, les comédies Le péager de Montluçon et Le pot de confitures. Il  est l'auteur de livrets pour Jules Massenet et Reynaldo Hahn.
Il est l'auteur de poèmes et de fables, dont Au jardin de Saadi (1960), où il adapte des thèmes du poète persan. Dans Le chemin de Saadi, il adapte les contes de Saadi qui permettent de retracer le parcours du poète de Chiraz. L'enclos des roses fait référence au Gulistan et Le verger en fleurs au Boustan. Ses fables sont inspirées de Saadi et La Fontaine, comme les Fables de « ma » Fontaine.
Il a reçu de l'Académie française, en 1913, le prix Langlois pour sa traduction de L’étoile de Séville, de Lope de Véga. Il a aussi traduit et adapté Oscar Wilde, par exemple la pièce Un mari idéal. En 1952, il reçoit le prix de la Fondation Le Métais-Larivière pour l'ensemble de son œuvre poétique.
Très actif, il a aussi été journaliste, dessinateur, a écrit des chansons, et produit des émissions de radio consacrées à la littérature.

## Distinctions
- Officier d'académie (arrêté ministériel du 8 avril 1930).
- Chevalier de la Légion d'honneur au titre du ministère de l'Éducation nationale (décret du 5 août 1939). Parrain : Édouard Herriot, de l'Académie française.